# 元灵宫 (北京)
元灵宫，位于北京市朝阳区南苑小红门稍西，是一座道教宫观。现已无存。

## 历史
清朝《钦定日下旧闻考》卷七十四《国朝苑囿南苑一》记载了元灵宫：

元灵宫在南苑，顺治年间世祖勅建。（《畿辅通志》）臣等谨按：元灵宫在小红门内西偏，顺治十四年建，乾隆二十八年重修。山门三楹，南向额曰“宅真宝境”，内为朝元门，中构元极殿十有二楹，圆殿重檐，置门二十有四，奉玉皇上帝，恭悬御书额曰“帝载元功”，联曰“碧瓦护风云别开洞府，丹霄悬日月近丽神皋。”殿后为元佑门，内为凝思殿，重檐殿宇五楹，奉三清四皇像，御书额曰“上清宝界”，联曰“颢气絪缊一元资发育，神功覆帱万彚荷生成。”东曰翊真殿，奉九天真女梓潼像，西曰祗元殿，奉三官像。殿前穹碑二，恭勒御制诗。再后随墙宫门后围房十六楹，中三楹为静室。
圣祖御制南苑元灵宫诗：（南苑元灵宫是世祖皇考建）杰阁横霄峻，清都与汉翔。规模开壮丽，星宿灿辉光。碧瓦浮空翠，金铺映日黄。门当啼鸟静，户有异花香。细草沿阶发，新槐拂槛凉。纡回疏辇路，藻彩绘雕梁。警跸临仙境，瞻依问谷王。敬钦崇太昊，继述忆先皇。岁月碑文古，乾坤事业昌。茫茫扶大造，皥皥体穹苍。恭己身无倦，斋心念不忘。时巡非逸豫，几暇岂游荒。卫骑骖驔列，华旄宛转扬。南熏披万物，北斗起千祥。瑞气庭前见，佳辰昼正长。休歌白云曲，吾道在惟康。
乾隆四年御制南苑大阅谒元灵宫诗：（宫是皇曾祖世祖章皇帝建也，敬依皇祖圣祖仁皇帝韵，以志敬仰之。忱时冬至月朔日）阅狩金舆驾，鸣驺赤羽翔。千官分鹭序，万姓仰龙光。雪积平原白，泥铺御道黄。翠华来别苑，初地散天香。杳霭云生路，萧森松泛凉。星辰围斗宿，丁甲护虹梁。屏念瞻瑶殿，虔心礼素王。若临钦在上，作极愧惟皇。只以绍庭切，何能与物昌。律身怀监史，敷化体穹苍。文德犹惭未，武功不敢忘。搜苗遵古制，逸豫戒禽荒。簇簇云屯盛，悠悠雾斾扬。一阳初应律，三白已呈祥。渐觉条风扇，新添丽日长。觐扬吾未逮，布治愿平康。
乾隆十一年御制题元灵宫后静室诗：紫府萧台太上家，松篁拥作碧云霞。岂因访道来丹地，聊尔怡神凭绿纱。妙契何须问婴姹，虚皇犹自护龟蛇。双楸恰似倪迂景，（静室前有双楸树，苍古可爱）只少翩飞三两鸦。
乾隆二十八年御制谒元灵宫诗：规制仿光明，（是宫建于顺治年间，盖仿京都光明殿之制。光明殿则明朝所建也）年深乔树成。盖缘福万物，讵是媚三清。驱过可无顾，入瞻只屏营。前题一再读，今昔定谁名。
乾隆二十九年御制谒元灵宫即事诗：百年天宇焕今朝，（宫自顺治十四年建，逮今盖百年矣）庆落涓辰对赫昭。浮柱神扶俯寥廓，洪阶躬陟仰岧嶤。穆然匪冀乔佺遇，颙若惟祈风雨调。古栢蒙笼护悬圃，微飔疑奏九灵箫。

臣等谨按：元灵宫御制诗，谨绎有关纪述事实者，恭载卷内，余不备录。

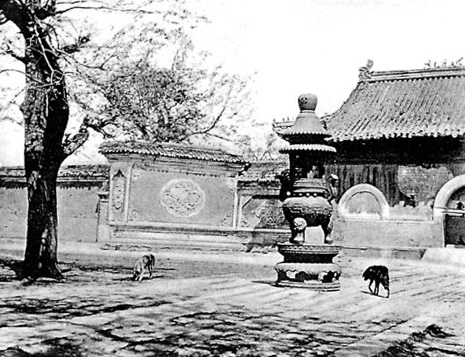
《Ein Tagebuch in Bildern》中的元灵宫山门照片，约1902年

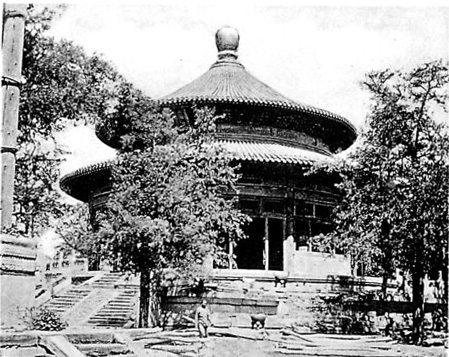
《Ein Tagebuch in Bildern》中的元灵宫元极殿照片，约1902年

1927年“二月，据元灵宫住持李世清呈报，有兵士把守庙门，内有百数工人拆毁殿宇，运料进城。”元灵宫等建筑被奉军拆毁。中华人民共和国时期，元灵宫旧址成为北京市朝阳锅炉厂。“1985年4月4日实地考察时，元灵宫旧址为朝阳区锅炉厂占用，该厂门外西侧路南还存有原元灵宫中的石碑碑座，甚巨大。”
元灵宫位于南苑小红门内稍西。其地在姚家村南，凉水河东北岸，北京地铁亦庄线以西。上文提及的“原元灵宫中的石碑碑座”是一个龟趺，位于北京市朝阳锅炉厂北门（位于南顶村路南侧）外向西行十多米处，南顶村路南侧。21世纪初，该龟趺嵌在临街的一户民居的墙下，头部已被砸断。
日本東京大学東洋文化研究所藏有一张《南苑内元灵宫图样》。清朝德国驻华公使穆默（Alfons Mumm）著的《图像日记》（Ein Tagebuch in Bildern - Berlin, 1902）第165页有两张照片，分别是元灵宫的山门和元极殿。《中国寺庙建筑研考》（CHINA - Das Land der Mitte / Der Tempelbau）一书收有元灵宫元极殿内景的照片。

## 建筑
元灵宫坐北朝南，主要建筑有：
- 影壁：位于山门正南。
- 山门：山门前正中有一鼎炉。山门前两侧有一对石狮。山门两侧为八字墙。山门东、西两侧各有一个甬门。
- 朝元门：位于山门正北。和山门之间有高出地面的甬路，甬路中央有一鼎炉。朝元门东、西两侧分别开有左门、右门。
  - 东配殿、西配殿：位于朝元门前东西两侧，隔甬路相对。
- 元极殿：位于朝元门正北，和朝元门之间有高出地面的甬路，甬路中央有一鼎炉。鼎炉左、右两侧的甬路下各设一个方形旗杆座，旗杆座中间竖有旗杆。元极殿坐落在两层圜台基座上，平面为圆形，仿大光明殿的主殿大光明殿而建，两层圜台基座四方出阶。
  - 钟楼、鼓楼：分别位于元极殿前院落的东南、西南角。
- 元佑门：原名“玄佑门”，为避康熙帝玄烨讳，更名“元佑门”。位于元极殿正北，和元极殿之间有高出地面的甬路。元佑门东、西两侧分别开有左门、右门。
- 凝始殿：位于元佑门正北，和元佑门之间有高出地面的甬路，甬路中央有一鼎炉。凝始殿前有月台，通过台阶与甬路连接。月台东、西两侧各有一通石碑。凝始殿为重檐歇山顶，面阔五间。正面供奉三清像，东、西两壁供奉四皇像。殿内悬御书“上清宝界”匾，两侧挂有御书对联：“颢气絪缊一元资发育，神功覆帱万彚荷生成。”
  - 翊真殿：位于凝始殿前东侧，供奉九天真女、梓潼像
  - 祗元殿：位于凝始殿前西侧，供奉三官像。
  - 东厢房、西厢房：分别位于凝始殿东、西两侧。
- 宫门：位于凝始殿正北。其东、西有墙延伸至宫墙。墙上包括宫门共有五个门：宫门东、西两侧分别开有左门、右门，和宫门共同通往御座房院落；左门、右门外侧各开一个角门，可通往静房。
- 御座房、静房、坐落房：御座房面阔三间，后有抱厦为静房。御座房东、西两侧有左、右坐落房各八间（南向四间、拐角一间、朝向院中三间），御座房、坐落房以及宫门两侧的墙围绕成一个封闭的院落。从宫门以东的角门向北，为一个封闭的小院，位于左坐落房东侧；左坐落房拐角处向东开有一个门口，通往该院落；该院落东北角的宫墙上向东开有一个大角门，通往宫外；该院落西北角向西开有一个角门，进门后是个小院，小院西端又有一个角门，进门可到静房。从宫门以西的角门向北，到全宫西北角后向东拐，可到静房的西侧，其间没有任何门。